# سرجشمة (غرمخان)
سرجشمة (بالفارسية: سرچشمه) هي قرية تقع في إيران في قسم غرمخان الريفي. يقدر عدد سكانها بـ 600 نسمة بحسب إحصاء 2016.